# 奥列格·斯维亚托斯拉维奇 (德列夫利安)
奥列格·斯维亚托斯拉维奇 Олег Святославич（约962年~977年）古罗斯王公，德列夫利安公爵，基辅大公斯维亚托斯拉夫·伊戈列维奇之子。
奥列格·斯维亚托斯拉维奇于970年从父亲手中获得德列夫利安领地。
据往年记事记载，975年，奥列格·斯维亚托斯拉维奇在打猎时将进入他的私人森林的瓦良格亲兵头目斯韦涅尔德之子柳特杀死。斯韦涅尔德为了复仇，劝说他的主子亚罗波尔克一世·斯维亚托斯拉维奇大公（奥列格的长兄）剥夺了奥列格的领地。奥列格·斯维亚托斯拉维奇企图反抗，但于977年被亚罗波尔克打败，被迫率众逃往奥弗鲁奇。他在进城时的混乱中被人群从桥上挤落壕沟，结果摔死。
一些历史学家认为这个故事的可信度很低；他们怀疑编年史的这一部分可能是后来加进去的。关于奥列格的其他情况在俄国编年史中完全找不到。一些捷克文献指出，某个显赫的摩拉维亚贵族家庭可能是奥列格·斯维亚托斯拉维奇的后代。

## 后代
- 斯维亚托斯拉夫·奥利戈维奇

## 资料来源
- 苏联历史大百科全书·人物卷，1961~1973